# 1649
1649 (MDCXLIX) byl rok, který dle gregoriánského kalendáře započal pátkem.

## Události
- 30. ledna – Anglický král Karel I. Stuart popraven. Z Anglie se stává republika vedená Oliver Cromwellem.

### Probíhající události
- 1635–1659 – Francouzsko-španělská válka
- 1642–1651 – Anglická občanská válka
- 1648–1653 – Fronda

## Narození

#### Česko
- 11. února – Jan František Josef Ryvola, jazykovědec, překladatel, spisovatel, purista a lexikograf († 22. července 1734)
- 02. července – Jan František Krakowský z Kolowrat, šlechtic († 20. říjen 1723)
- 15. července – Tobiáš Jan Becker, biskup královéhradecký († 11. září 1710)
- neznámé datum
  - Marie Ernestina z Eggenberku, česká šlechtična, vévodkyně českokrumlovská († 3. dubna 1719)
  - Norbert Želecký z Počernic, opat premonstrátského kláštera Hradisko u Olomouce († 25. března 1709)

#### Svět
- 22. ledna – pokřtěn Pascal Collasse, francouzský hudební skladatel († 17. července 1709)
- 02. února – Benedikt XIII., 245. papež katolické církve († 21. února, 1730)
- 06. února – Augusta Marie Holštýnsko-Gottorpská, německá šlechtična († 25. dubna 1728)
- 08. února – Gabriel Daniel, francouzský jezuita a historik († 23. června 1728)
- 23. února – pokřtěn John Blow, anglický hudební skladatel († 1. října 1708)
- 25. února – Johann Philipp Krieger, německý barokní hudební skladatel a varhaník († 7. února 1725)
- 12. května – Krétská válka: Benátčané zaskočili a porazili osmanskou flotu v zálivu u Fókaie.
- 05. dubna – Elihu Yale, mecenáš Yale University († 8. července 1721)
- 09. dubna – James Scott, vévoda z Monmouthu, nemanželský syn anglického krále Karla II. († 15. července 1685)
- 11. dubna – Frederika Amálie, holštynská vévodkyně († 30. října 1704)
- 04. května – Augustinus Terwesten, nizozemský malíř († 21. ledna 1711)
- 23. července – Klement XI., 243. papež katolické církve († 19. března 1721)
- 07. srpna – Karel I. Josef Habsburský, rakouský arcivévoda a syn císaře Ferdinanda III. († 27. ledna 1664)
- 10. září – Bernard I. Sasko-Meiningenský, německý šlechtic († 27. dubna 1706)
- 12. září – Giuseppe Maria Tomasi, italský kardinál, katolický světec († 1. ledna 1713)
- neznámé datum
  - září – Louise de Keroual, milenka anglického krále Karla II. Stuarta († 14. listopadu 1734)
  - Giuseppe Antonio Bernabei, italský hudební skladatel († 9. března 1732)
  - Heneage Finch, 1. hrabě z Aylesfordu, anglický právník a politik († 22. července 1719)
  - Marie Anna Mancini, vévodkyně z Bouillonu († 20. června 1714)

## Úmrtí

#### Česko
- 12. února – Jan Antonín I. z Eggenbergu, český a štýrský šlechtic, vévoda krumlovský (* 1610)
- 16. června – Wolf Adam Pachelbel z Hájí, šlechtic (* 28. března 1599)
- 26. srpna – Martin Středa, český teolog a historik (* 11. listopadu 1587)
- 28. října – Oldřich Adam Popel z Lobkowicz, šlechtic (* 16. října 1610)
- 21. listopadu – Jaroslav Bořita z Martinic, královský místodržící v Čechách (* 6. ledna 1582)

#### Svět
- 30. ledna – Karel I. Stuart, anglický král (* 19. listopadu 1600)
- 11. února – Marie Pruská, pruská vévodkyně a braniborsko-bayreuthská markraběnka (* 1579)
- 28. února – Ángel Manrique, španělský římskokatolický duchovní, historik a biskup (* 28. února 1577)
- 16. března – Svatý Jean de Brébeuf, jezuitský misionář v Kanadě (* 25. března 1593)
- 24. dubna – Francesco Ingoli, italský kněz, církevní právník a astronom (* 21. listopadu 1578)
- 14. května – Friedrich Spanheim, německý teolog (* 1. ledna 1600)
- 30. června – Simon Vouet, francouzský barokní malíř (* 9. ledna 1590)
- 29. července – David Teniers starší, vlámský malíř (* 1582)
- 07. srpna – Marie Leopoldina Tyrolská, manželka císaře Ferdinanda III., česká královna (* 6. dubna 1632)
- 10. srpna – Viktorie Farnese, vévodkyně z Moderny a Reggia (* 29. dubna 1618)
- 15. srpna – Dorotea Brunšvicko-Lüneburská, německá šlechtična (* 1. ledna 1570)
- 27. srpna – Kateřina Braniborská, braniborská princezna a kněžna Sedmihradská (* 28. května 1604)
- 27. září – Bellerofonte Castaldi, italský hudební skladatel, básník a loutnista (* 1581)
- 03. října – Giovanni Diodati, italský teolog a překladatel protestantského vyznání (* 3. června 1576)
- 24. října – Giovanni Antonio Rigatti, italský hudební skladatel (* 1615)
- 30. října – Honoré d'Albert, maršál Francie (* ?)
- neznámé datum
  - duben
    - Giovanni Maria Sabino, italský varhaník, hudební skladatel a pedagog (* 30. června 1588)
    - Giovanni Valentini, italský hudební skladatel, hráč na klávesové nástroje a básník (* kolem 1582)

  - Şehzade Yahya, syn osmanského sultána Murada III. (* 1585)
  - Constantia Eriksdotter, nelegitimní dcera švédského krále Erika XIV. (* 1560)

## Hlavy států
- České království – Ferdinand III.
- Svatá říše římská – Ferdinand III.
- Papež – Inocenc X.
- Anglické království – Karel I. Stuart
- Francouzské království – Ludvík XIV.
- Polské království – Jan II. Kazimír
- Uherské království – Ferdinand III.
- Skotské království – Karel I. Stuart
- Chorvatské království – Ferdinand III.
- Rakouské vévodství – Ferdinand III.
- Osmanská říše – Mehmed IV.
- Perská říše – Abbás II.